# Raymond (Nebraska)
Raymond es una villa ubicada en el condado de Lancaster en el estado estadounidense de Nebraska. En el censo de 2010 tenía una población de 167 habitantes y una densidad poblacional de 492,21 personas por km².

## Geografía
Raymond se encuentra ubicada en las coordenadas 40°57′25″N 96°46′53″O / 40.95694, -96.78139. Según la Oficina del Censo de los Estados Unidos, Raymond tiene una superficie total de 0.34 km², de la cual 0.34 km² corresponden a tierra firme y (0%) 0 km² es agua.

## Demografía
Según el censo de 2010, había 167 personas residiendo en Raymond. La densidad de población era de 492,21 hab./km². De los 167 habitantes, Raymond estaba compuesto por el 95.81% blancos, el 0.6% eran afroamericanos, el 0% eran amerindios, el 1.2% eran asiáticos, el 0% eran isleños del Pacífico, el 0% eran de otras razas y el 2.4% pertenecían a dos o más razas. Del total de la población el 0% eran hispanos o latinos de cualquier raza.